# Drosophila canipolita
Drosophila canipolita är en tvåvingeart som beskrevs av Elmo Hardy 1965. Drosophila canipolita ingår i släktet Drosophila och familjen daggflugor.
Artens utbredningsområde är Hawaii.